# Пиратская партия России
Пира́тская па́ртия Росси́и (ППР) — российская незарегистрированная политическая партия, основанная в рамках международного движения за реформу законодательства в области авторских прав и патентов в соответствии с интересами авторов и общества, а не третьих лиц. Объединение против преследования граждан за некоммерческий обмен любой несекретной информацией. Целями ППР также являются неприкосновенность частной жизни, открытость государства, ориентация государственных органов на свободные и открытые технологии, отсутствие цензуры и введение прямой и электронной демократии в РФ. В настоящее время существует 46 региональных отделений партии. Член-учредитель Пиратского Интернационала. Член-наблюдатель Европейской пиратской партии.
Под «пиратами» партия понимает простых пользователей Интернета, которые делятся контентом в некоммерческих целях (согласно российскому законодательству, скачивание пиратского видео не является незаконным, незаконным является только распространение), а не тех, кто зарабатывает на этом. Пиратские партии не одобряют деятельность тех, кого принято называть «пиратами» в более традиционном из «копирайтных» смыслов этого слова — производителей и продавцов контрафактной продукции, нелицензионных дисков, книг в обход договора с автором.

## История и деятельность

### Начальный период (до перехода на коллективное управление)

#### 2009 год
26 июня 2009 года — создание сообщества Пиратской партии России в интернете.
23 декабря 2009 года первые онлайн-выборы председателя. Председателем избран Станислав Шакиров.

#### 2010 год
23 июля 2010 года председателем избран Павел Рассудов, вице-председателем — Станислав Шакиров.
11—12 сентября 2010 года в подмосковной Малаховке прошёл первый общероссийский съезд. Принят курс на регистрацию политической партии и объединение всех пиратских движений в РФ.

#### 2011 год
19 февраля 2011 года — избрание оргкомитета для регистрации партии.
В июне 2011 года представители партии принимали участие в проходившем в Подмосковье форуме Антиселигер, где организовала дебаты по теме электронной демократии и открытого государства.
10—11 сентября 2011 года в подмосковной Малаховке прошёл второй общероссийский съезд. Принят новый манифест партии.
В октябре 2011 года Партией поддержана семья Лопуховых, приговорённых в 2013 году к четырём годам условно за распространение торрент-файлов.
25 декабря 2011 года состоялось организационное собрание Московского отделения Пиратской партии.

#### 2012 год
15 января 2012 года партийное собрание по электронной демократии посетил министр связи Игорь Щёголев.
3 февраля 2012 года в честь дня рождения Боба Марли при поддержке московского отделения Пиратской партии состоялся МЕГА-РЕГГИ-ФЕСТИВАЛЬ, Праздник Радости и Любви Джа посреди славянской Зимы.
1 марта 2012 года партия присоединилась к бойкоту медиакорпораций в рамках акции «Чёрный март», заключающейся в воздержании в течение месяца от покупки игр, фильмов, музыки, книг, журналов, а также от походов в кино и направленное против торгового соглашения по борьбе с контрафактной продукцией (ACTA).
В мае 2012 года партия выступила против внесённого Никитой Михалковым в Государственную Думу предложения по поправкам в Гражданский Кодекс РФ — «наделить Российское авторское общество (РАО) [правом] собирать деньги с интернет-сайтов за размещаемую на них музыку и другие авторские произведения».
В июле 2012 года координатор партии по Краснодарскому краю Бурцевым Сергем выступил соорганизатором организован сбор вещей для пострадавших в наводнениях на Кубани.
В июле 2012 года партия выступила против законопроекта о «чёрном списке» сайтов («О защите детей от информации, причиняющей вред их здоровью и развитию»). 14 июля члены партии приняли участие в митинге в защиту свободы информации. 18 июля в адрес Владимира Путина, вновь ставшего президентом РФ, направлено письмо о необходимости наложения вето на законопроект.
В июле 2012 года Региональное отделение Калининградской области «Пиратской партии России» объявило о выдвижении кандидата от партии на выборы мэра Калининграда Дмитрия Евсюкина.
В августе 2012 года партия осудила приговор участницам Pussy Riot.
В августе 2012 года член партии Александр Горник вдвинулся в члены Координационного совета оппозиции.
В сентябре 2012 года Павел Рассудов и Артём Козлюк приняли участие в SocialCamp 2012. Павел выступил с докладом «Пиратская партия России. Почему партия?», Артём презентовал общественный проект «Концепция развития электронной демократии в России».
В сентябре 2012 года в книжном магазине «Циолковский» в дискуссионном клубе «Пиратская прокачка» состоялась лекция о современной наркополитике Александра Дельфинова, поэта и журналиста члена Пиратской партии Германии и России.
В сентябре 2012 года партия поддержала Ивана Павлова в выборах в Совет при Президенте РФ по направлению «Защита гласности, прав журналистов и свободы информации».
В сентябре 2012 года партия осудила ограничения доступа к видеохостингу YouTube и призвалат своих сторонников быть свободными людьми, которые имеют право получать любую информацию и составлять собственное мнение о ней.
12 октября 2012 года запущен проект «Мониторинг 29», в рамках которого проведён мониторинг сайтов различных государственных структур и муниципальных образований Архангельской области. Целью проекта являлась оценка информационных ресурсов органов власти для того, чтобы предоставить рекомендации к их улучшению. На основе проекта осуществлён мониторинг органов государственной власти Российской Федерации и субъектов РФ, результаты направлены в органы.
В октябре 2012 года Фонд свободы информации провёл интернет голосование, по результатам которого была выбрана «Организация года», которой с результатом 57 % отданных голосов, стала Пиратская партия России «За усилия по продвижению свободы некоммерческого обмена информации на политической арене».
9 ноября 2012 года в Москве в книжном магазине «Циолковский» прошла «Пратская прокачка» Алексея Венедиктова.

#### 2013 год
В январе 2013 года в голосовании Пиратского Интернационала местом проведения международной пиратской конференции выбрана Казань. За право проведения пиратского съезда боролись 4 города: Париж, Калининград, Потсдам и Казань. 4 международная пиратская конференции в Казани состоялась 20-21 апреля 2013 года.
В январе 2013 года пираты выступили против законопроекта о регулировании сегмента Российской Федерации в сети Интернет "О внесении изменений в отдельные законодательные акты РФ в целях прекращения нарушений интеллектуальных прав в информационно-телекоммуникационных сетях, в том числе в сети «Интернет».
В апреле 2013 года представители Пиратской партии России, Ассоциация интернет-издателей, АГОРА, РосКомСвобода/RuBlackList.net учредили Ассоциацию пользователей интернета, которая ставила своей целью защиту прав и свобод пользователей, а также отстаивание их интересов.
В июне 2013 года председателю Государственной Думы РФ Сергею Нарышкину, а также всем депутатам Государственной Думы РФ, направлено письмо о необходимости отклонения «антипиратского» законопроекта и начала реальных консультаций с интернет-сообществом и представителями интернет-индустрии по вопросам необходимости и целесообразности принятия таких законов.
В сентябре 2013 года опубликована позиция штаба Пиратской партии о выборах мэра Москвы — партия призвала голосовать за самого достойного и не голосовать сердцем, а также отметила, что кандидат Алексей Навальный разместил в своём блоге призыв голосовать за петицию Пиратской партии на портале «Российская общественная инициатива» об отмене закона № 187-ФЗ от 2 июля 2013 года, а кандидат от КПРФ Иван Мельников с депутатом Олегом Смолиным внесли в Госдуму законопроект № 336400-6, об отмене «антипиратского» закона, что стало следствием договорённостей между Пиратской партией России и КПРФ.
4 сентября 2013 года представитель Пиратской партии России Лола Воронина приняла участие в создании Пиратской партии Европы.
7 сентября 2013 года председатель Пиратской партии России официально сложил с себя полномочия председателя Штаба Федерального конвента «Пиратской партии России». На время до избрания нового председателя исполняющим обязанности председателя Штаба стал вице-председатель партии Станислав Шакиров.
15 сентября 2013 года состоялось расширенное собрание Федерального Конвента Пиратской партии России, на котором приняты решения о создании комплексной системы для развития внутрипартийной электронной демократии и формировании управляющего органа партии — борды. Пиратская партия России перешла на коллективное управление, основанное на принципах прямой электронной демократии.

### После перехода на коллективное управление (2013 год — настоящее время)

#### 2013 год
19 сентября 2013 года Пиратская партия России обратилась к экспертной группе РОИ по рассмотрению антипиратского закона в связи с отрицательным заключением на ицициативу против «антипиратского» закона.
27 сентября 2013 года партия предложила Гринпис сменить зелёный флаг на Весёлого Роджера, выразила солидарность с независимыми СМИ, которые протестуют против задержания фотографа Дениса Синякова, снимавшего акцию «Гринпис» у платформы «Приразломная», а также поддержку независимых экологов, которые предоставляют людям по всему миру альтернативную, часто нежелательную для официальной политики точку зрения на состояние природы планеты, жители которой вправе знать, что с ней происходит.
3 октября 2013 года партия опубликовала обращение к NASA в связи с отключением их сайта в связи с бюджетным кризисом в США. В обращении пираты предложили выделенные сервера до разрешения кризиса. Ответ на обращение не получен.
20 октября 2013 года запущен форум партии, с помощью которого стало реализовываться коллективное управление.
21 октября 2013 года член Федерального конвента Пиратской партии России Лео Денисов предложен Сергею Собянину на пост начальника департамента информационных технологий, министра правительства г. Москвы в связи с заявлением собянина о готовности пригласить оппозиционеров в правительство, если они напишут об этом соответствующее заявление.
5 ноября 2013 года состоялась пресс-конференция, посвящённая годовщине введения интернет-цензуры в России, на которой выступили члены Пиратской партии России. На пресс-концеренции представлены предложения по достижению нового общественного договора между всеми участникаи процесса: авторами, пользователями, посредниками и «антипиратский манифест».
В ноябре 2013 года пираты выступили на VII Международной Вики-конференции в Смоленске с докладом «Реестр запрещённых сайтов: 6 месяцев борьбы с юмором, сказками и случайными прохожими».

#### 2014 год
13 января 2014 года опубликовано заявление партии о находящемся в заключении Готтфриде Свартхольме, известном в Сети как anakata, одном из основателей Пиратской Бухты.
14 января 2014 года на площадке Роскомсвободы запущена площадка для широких общественных обсуждений законопроектов и иных государственных инициатив в отношении интернета, сферы информационных технологий и смежных областей — «Говорим За Интернет».
2 февраля 2014 года Павлом Рассудовым начата публикация мемуаров об истории Пиратской партии России.
5 февраля 2014 года в адрес Министерства культуры России направлены результаты первого общественного обсуждения «антипиратского» закона, которое прошло на площадке «РосКомЗакон».
6 февраля 2014 года Пиратская партия России вместе с Ассоциацией пользователей интернета начала кампанию «Время менять копирайт», направленную на реформу авторского права в России.
В мае 2014 года фракцией КПРФ в Госдуму РФ внесён законопроект о переходе советского наследия в общественное достояние. Законопроект стал результатом деятельности рабочей группы Пиратской партии России и КПРФ, созданной для изменения законов об авторском праве. Законопроект «О внесении изменений в часть четвёртую Гражданского кодекса Российской Федерации в части советского культурного наследия» направлен на установление социальной справедливости и юридическое закрепление того факта, что произведения науки, литературы и искусства, созданные в советский период по заказу государства за бюджетные средства являются, по существу, общенародным, то есть общественным достоянием.
В апреле-мае 2014 года состоялся VII Съезд Пиратской партии России, на котором председателем Штаба избран Виталий Карелин.
В июне 2014 года опубликовано обращение в связи с задержанием и передачей в Службу безопасности Украины жителя г. Ефремов Тульской области, члена партии, Павла Владимировича Парамонова.
В июле 2014 года опубликована позиция партии с осуждением законопроекта ФЗ № 5534246, согласно которому операторам персональных данных будет вменено в обязанность обеспечение записи, систематизации, накопления, хранения, уточнения (обновления, изменения), извлечения персональных данных граждан Российской Федерации, в базах данных информации, расположенных на территории Российской Федерации, а также указывать сведения о месте расположения таких баз данных.
2 августа 2014 года партией организован первый Crypto Install Fest.
В сентябре 2014 года представители партии приняли участие в Вики-конференции-2014 в секциях по темам «Википедия и авторское право», «Википедия и государство: союзники или противники?», «Новые проекты».
4 декабря 2014 года Павел Рассудов выступил на Bitcoin Conference Saint Petersburg.

#### 2015 год
4 февраля 2015 года представители партии совместно с главным редактором сайта Agentura.ru Андреем Солдатовым приняли участие в дискуссии «Тактика и практика защиты свободы слова» на тему нарушения свободы слова в интернет-пространстве и как этому можно противостоять.
В марте 2015 года выступила против предложенного Российским союз правообладателей и Никитой Михалковым обложить налогом каждого пользователя в сети Интернет за использование и распространение в сети любых произведений, защищённых авторским правом. На сайте партийного проекта «Время менять копирайт» и на сайте РОИ запущены петиции об отмене реализации концепции.
4-5 июля 2015 года в Москве состоялся VIII съезд Пиратской партии России.
В июле 2015 года партией организован второй Crypto Install Fest.
В августе 2015 года в связи с отказом избирательных комиссий некоторых регионов РФ нескольким оппозиционным партиям в регистрации списка кандидатов на региональные выборы из-за недействительных подписей Пиратская партия России опубликовала заявление, в котором предложила внедрить систему электронной демократии и электронных подписей, а также констатировала провал государством проектов универсальных электронных карт и электронных подписей.
В декабре 2015 года Пиратская партия и Роскомсвобода запустили проекты против блокировок в сети Интернет OpenRunet.org и ZaRunet.org, направленные против блокировок сайтов.

#### 2016 год
7 января 2016 года партия выступила с заявлением о регулировании торрент-обмена, обозначив, что пользователи не извлекают никакой коммерческой выгоды от Bittorent-обмена, попытки представить торрент-обмен как «воровство» у правообладателей является ложью распространяемой правообладателями через СМИ, а также призвав не платить за некачественный контент.
22 января 2016 года партия выступила против вечной блокировки bittorrent-трекера RuTracker.org и призвала законодателей принимать законы, которые будут учитывать интересы общества, интернет-пользователей, а не лоббистов, которые навязывают России законы о вечных блокировках.
28 января 2016 года партия выступила с поддержкой законопроекта депутата Госдумы РФ от фракции ЛДПР Сергея Иванова «О внесении изменений в часть четвёртую Гражданского Кодекса Российской Федерации», который предполагал отмену ряда пунктов, обозначенных в ГК РФ, и был направлен на пересмотр порядка выплаты авторских вознаграждений Российскому союзу правообладателей, возглавляемому Никитой Михалковым, так называемого «налога на болванки».
25 апреля 2016 года партия выступила с заявлением в связи с арестом Бруно Крамма, музыканта немецкой группы Das Ich и главы берлинского отделения Пиратской партии Германии за оскорбление представителей иностранных государств. Полиция арестовала Бруно Крамма прямо напротив посольства Турции в Берлине где проходила акция протеста. Данный протест был направлен против действий германских властей решивших арестовать Яна Бёмермана за сатирическую песню в адрес турецкого президента. Пиратская партия России выразила солидарность с немецкими коллегами и призвала власти Федеративной Республики Германия прекратить политическое преследование против Яна Бёмермана и Бруно Крамма. Пираты России расценили случившееся как грубое нарушение основных принципов прав человека, в частности свободы слова, совести и самовыражения.
С 15 по 29 мая 2016 года прошёл IX съезд Пиратской партии России.
29 июня 2016 года партия осудила принятие закона «О тотальной слежке» («Закона Яровой-Озерова») и обозначила, что считает этот закон антиконституционным, невыполнимым и вредным, пользователи не обязаны платить миллиарды рублей на обеспечение столь губительных для интернет-отрасли законов. Представители партии приняли участие в митингах против закона. На сайте РОИ была опубликована инициатива об отмене, набравшая 100098 голосов.
20 августа 2016 года партией организован третий Crypto Install Fest.
15 сентября 2016 года Пиратская партия России и Российская объединённая демократическая партия «Яблоко» подписали соглашение о сотрудничестве с целью объединения усилий в совместной защите прав, свобод и интересов граждан, укрепления институтов гражданского общества, свободы слова и информации, реформирования и усовершенствования правовой системы в Российской Федерации в области обмена информацией.

#### 2017 год
8 января 2017 года партия выступила за отмену «Налога на Google», который предполагал взимание и перечисление в налоговые органы НДС в размере 20 % при покупке любых приложений в Google Play и контента в них пользователями из России.
7 февраля 2017 года партия в связи с отрицательным заключением по петиции об отмене «Закона Яровой» выступила с призывом интернет-пользователям защищаться от государственных MITM-атак.
С 14 по 28 мая 2017 года прошёл X съезд Пиратской партии России.
12 апреля 2017 года партия выступила с заявленеим о поддержке Дмитрия Богатова, который был арестован за то, что держал на своём личном компьютере выходной узел сети Tor, через который неизвестными лицами осуществлялись призывы к массовым беспорядкам.
19 июня 2017 года партия поддержала общественную кампанию за легализацию криптовалют в России «Право на Bitcoin».
1 июля 2017 года партией организован четвёртый Crypto Install Fest.
В сентябре 2017 года Пиратская партия России, РосКомСвобода и Центр защиты цифровых прав представили доклад о правоприменении «антипиратского» законодательства в РФ.
21-28 октября 2017 года проведён внеплановый онлайн-съезд, на котором в связи с затягиванием Министерством юстиции РФ официальной регистрации партии подняты вопросы о кардинальном упрощении структуры партии в сторону сообщества, процедуры вступления, дальнейшего закрепления принципов прямой демократии внутри сообщества, его дебюрократизации и принятии упрощённого Понятийного Устава, действующего до официальной регистрации партии: для того, чтобы вступить в партию, стало достаточно заполнить форму (скоро на сайте) указав минимальный набор данных. Принято решение о запуске Непрерывного онлайн съезда. Председателем Штаба партии избран Антон Ершов.
9 декабря 2017 года партией принята позиция о политической ситуации накануне выборов президента РФ в 2018 году — Съезд, орган прямого управления, состоящий из всех членов партии, большинством голосов принял следующее решение: Пиратская партия России выражает ноту поддержки Алексею Навальному в борьбе за реализацию конституционных прав граждан РФ, в том числе права избирать и быть избранным.
15 декабря 2017 года Пиратская партия России в очередной раз выступила с инициативой разрешить сбор подписей избирателей в электронном виде «Заменим ЦИК одной строчкой кода». Инициатива была опубликована на Change.org и РОИ.

#### 2018 год
13 апреля 2018 года партия осудила позицию органов и организаций, приведшую к судебной блокировке мессенджера Telegram. В апреле и мае 2018 года члены партии приняли участие в митингах и акциях протеста в качестве организаторов, выступающих и участников.
22 сентября 2018 года состоялся пятый CryptoInstallFest.
19 октября 2018 года партия в связи с Массовым убийством в Керченском политехническом колледже выступила с призывом прекратить в очередной раз прикрываться телами детей и, вместо глупых популистских запретов, улучшать уровень жизни людей, делать каждого здоровым и счастливым и отметила, что ни один человек не имеет права лишать жизни другого, какими бы намерениями он ни руководствовался, ни один человек не имеет права посягать на свободу другого человека, оправдывая свои действия и интересы трагедией.
28 ноября 2018 года партия осудила преследование Хаски, запугивание Монеточки, IC3PEAK, Элджея и многих других исполнителей и деятелей искусств, отметив, что формирование вкуса у детей — забота не государства или общества, а родителей, несмотря на очевидное желание некоторых переложить с себя ответственность.

#### 2019 год
В марте 2019 года партия поддержала запущенную РосКомСвободой общественную кампанию, направленную на отстаивание цифровых прав и против текущего негативного тренда государственного регулирования интернета в России. Кампания, названная «Цифровая оборона», направлена против текущего негативного тренда законодательного регулирования интернет-пространства, онлайн-медиа и IT-отрасли в виде закона Клишаса-Боковой.
16 мая 2019 года партия опубликовала позицию о протестах в сквере в Екатеринбурге и призвала застройщиков принять волю народа и обсудить возможное место строительства храма, не задевающее интересов нынешних и будущих поколений людей и не уничтожающее природу, а мирных сторонников строительства храма — продолжать спокойный и адекватный диалог непосредственно на месте событий, а также подписать петицию о проведении референдума по данному вопросу.
5 июля 2019 года партия опубликовала заявление о задержании Ивана Голунова, назвав задержание незаконным, обвинение — сфабрикованным и призвав немедленно прекратить преследование с принесением как официальных извинений, так и материальной компенсации за моральный вред, за вред имуществу и здоровью потерпевшего и лишения званий, должностных привилегий, и предания справедливому суду исполнителей и заказчиков.
10 сентября 2019 года по итогам экспериментального электронного голосования, прошедшего на выборах в Московскую городскую думу, партия потребовала отмены результатов электронного голосования и открытого независимого расследования с привлечением независимых экспертов и общественников в связи с выявленными множественными проблемами.
19 сентября 2019 года выступила против произвола судебной системы и немедленного прекращения преследования Павла Устинова и всех участников акций протеста и случайных людей, задержанных вместе с протестующими.
7 декабря 2019 года Пиратская партия России совместно с Обществом защиты интернета организовала Internet Freedom Conference — расширенную версию CryptoInstallFest.

#### 2020 год
4 апреля 2020 года Пиратская партия России присоединилась к проекту распределённых вычислений Folding@home для борьбы с коронавирусом.
17 июня 2020 года партия выступила с заявлением по вопросу «öбнуления Конституции». Текст заявления является адаптированным текстом преамбулы Конституции РФ.
30 июля 2020 года партия выступила с заявлением о ситуации в Хабаровске — партия поддержала жителей Хабаровского края и других регионов в своих правах на волеизъявление и мирные собрания, а также обозначила, что суд над Сергеем Фургалом должен проводится на территории Хабаровского края, и что недопустимо скрывать материалы дела, предвзято и односторонне освещать в СМИ ситуацию в Хабаровске, не ссылаться на честных журналистов с иной точкой зрения. Также в заявлении говорится о солидарности с мнением большинства жителей, что дело Фургала имеет заказной политический характер, а недовольство местных жителей вызвано прежде всего не невиновностью Фургала, а двуличием власти, когда губернатора «убирают» за популярность, а премьер-министра и ряды чиновников даже не проверяют после публикации явных доказательств преступлений.
12 августа 2020 года в связи с протестами в Республике Беларусь партия, на основании гражданства Союзного государства, «осудила действия авторитарного режима, узурпировавшего власть путём явной манипуляции с результатами голосования, изменением Конституции, использования методов запугивания лидеров оппозиции, применением насилия против единственного источника власти — народа», руководствуясь Главой I Договора между Российской Федерацией и Республикой Беларусь от 08.12.1999 «О создании Союзного Государства» призвала обеспечить мирное и демократическое развитие братских народов в соответствии с общепризнанными принципами и нормами международного права, в том числе права на восстание против тирании и угнетения, гарантированного Всеобщей декларацией прав человека, поддержала народ Республики Беларусь в своём стремлении к реализации демократических прав и свобод, гарантировала в случае прямого запроса обеспечить моральную и техническую поддержку, призвала Государственного Секретаря Союзного Государства созвать срочное собрание и поставить вопрос о назначении на данный пост человека, которого считает своим Президентом народ Республики Беларусь.
Партия присоединилась к Коалиции за устойчивое развитие страны, представители партии приняли участие в подготовке Гражданского обзора реализации целей устойчивого развития в России «2020-2030: Десятилетие действий для ЦУР в России».

#### 2021 год
11 января 2021 года партия осудила действия корпораций, контролирующих социальные сети, заключающиеся в блокировке аккаунтов, принуждения сервисов, не заблокировавших аккаунты, к их блокировке под угрозой фактического уничтожения, а также удаления программного обеспечения из монополизировавших рынок магазинов приложений.
18 января 2021 года партия призвала Российскую Федерацию в лице гаранта Конституции, Верховного суда и иных взаимоконтролирующих органов неукоснительно соблюдать принцип верховенства закона, уважать свою Конституцию, положения Уголовно-процессуального кодекса и международные обязательства, и немедленно освободить Азата Мифтахова и Алексея Навального.
8 марта 2021 года партия в связи с Международным женским днём обозначила, что широкополосный доступ в интернет — один из основных инструментов решения проблемы гендерного неравенства возможностей в цифровую эпоху, позволяющий обеспечить равенство возможностей с помощью получения доступа к совокупным знаниям всего человечества, возможности трудиться в любой точке покрытого сетью пространства, в любое время и за любое вознаграждение, возможности создавать новое и делиться этим со всем миром, а также возможности делать множество других полезных для мира и (или) для себя вещей вне зависимости от принадлежности к расе, социальному статусу или гендеру и призвала женщин, представителей других гендеров, агендеров и постгендеров активнее участвовать в политической жизни и вступать в Пиратскую партию России для создания более инклюзивной, цивилизованной и конструктивной среды.
24 мая 2021 года осудила действия вооружённые силы государства, которое является членом Союзного государства России и Белоруссии, СНГ, ОДКБ и иных организаций, в связи с посадкой Boeing 737 в Минске, борьбу с инакомыслием, свободой слова и захват судов и призвала немедленно освободить всех задержанных. Страны Европейского Союза, США и Великобританию «для очищения совести после похожей ситуации с Ассанжем и Сноуденом» партия призвала признать свою ответственность и активно бороться за недопущение подобных инцидентов в будущем.
22 августа 2021 года по итогам наблюдения за системой дистанционного электронного голосования Александром Исавниным опубликован текст о проблемах системы.

#### 2022 год
3 февраля 2022 года партия, руководствуясь программными целями и инициативой «Freedom to Share», заявила, что фильм «Навальный» должен стать максимально общественно доступным и иметь возможность распространяться без контроля тех, кого действующее законодательство называет правообладателями, а HBO Max и CNN Films должны распространять фильм под свободной лицензией и способствовать как можно большему охвату.
24 февраля 2022 года партия сделала заявление с осуждением начала вторжения России на Украину, переформатировав выступление Вячеслава Молотова от 22 июня 1941 года.
4 марта 2022 года в связи со вводом двунаправленных санкций, Пиратской партией России подготовлен список экстренных мер государства, направленных на поддержание жизнедеятельности граждан Российской Федерации. Список включает в себя основанные на программных целях партии пункты, включая легализацию права добросовестного использования произведений, отмену «антипиратского закона», признание международных свободных лицензий, выделение невозвратных инвестиций студиям озвучки, не использующим в своей деятельности рекламные вставки, таким как Кубик в кубе, Lostfilm и иным, отмену «налога на болванки», отмену «Закона Яровой», обязательную публикацию научных, исследовательских, опытно-конструкторских работ, проведённых с участием государственного финансирования, под свободными лицензиями, введение существенных штрафных санкций за намеренное ухудшение свойств, функций и ценовых характеристик свободного аппаратного и программного обеспечения, созданного субъектами малого и среднего предпринимательства, и предполагающего свободное некоммерческое использование на территории Российской Федерации, по сравнению с их прямыми аналогами, в том числе зарубежными, а также иные меры, «которые не только в краткосрочной и среднесрочной перспективе помогут восстановить и значительно развить несколько ключевых секторов экономики, но и, когда всё кончится, занять лидирующие позиции в них в глобальном мире». Список был направлен во все профильные федеральные министерства и основные политические партии.
18 марта 2022 года партия опубликовала позицию в связи с обоюдным решением об исключении России из Совета Европы. По мнению партии, «развод оказался обоюдным решением лидеров государств и союзов, но не народов, их населяющих, и сопровождался обвинениями друг друга в невозможности дальнейшего диалога». В связи с исключением и прекращением рассмотрения жалоб в Европейском суде по правам человека дата официальной регистрации партии в очередной раз откладывается — поданная партией 25.12.2014 и коммуницированная 29.09.2020 жалоба 227/15 на отказ в регистрации может остаться без своевременного реагирования или забыта. Партия обозначила, что она разделяет принципы развития Большой Европы и надеется на восстановление членства Российской Федерации в континентальной семье ради мира и демократии на многие поколения вперёд, а также призвала Европейский Совет и Европейский суд по правам человека не дискриминировать граждан Российской Федерации и продолжать с ними как правовое, так и культурное, научное, дипломатическое и любое другое взаимодействие.

#### 2023 год
10 января 2023 года Пиратская партия России заявила об участии в перезапуске Creative Commons в России.

25 марта 2023 года партией было направлено письмо в адрес Заместителя председателя Совета безопасности Российской Федерации Д. А. Медведева в связи с его позицией об авторском праве и разрешении скачивать у правильных пиратов. Письмо завершается фразой:
Вам как гражданину Российской Федерации, который в связи с происходящими событиями осознал необходимость перемен существующей системы, мы предлагаем ознакомиться с нашей программой. В случае если Вы поддерживаете всё в ней сказанное, если готовы измениться сами и если продолжите изменения, которые приведут, в том числе к личным имущественным потерям и, конечно же, к потере репутации в глазах кучки людей, которые совсем скоро неизбежно канут в Лету, мы предлагаем Вам вступление в Пиратскую партию России. Федерация будет свободной, и Вы можете стать одним из тех, кто её спасёт.
1 сентября 2023 года партией опубликовано заявление о праве на голос и изображение — партия, руководствуясь своей программой и принципом культуры ремиксов, выступила против использования неизменённых голоса и изображения конкретного человека, в том числе синтезированного, в коммерческих целях без явного согласия этого человека, и в любых других целях без упоминания имени этого человека с возможностью удаления контента по его просьбе и прекращения использования его голоса и (или) изображения. Заявление являлось реакцией ситуацию с использованием голоса Алёны Андроновой aka Holly Forve, актрисы озвучивания и дубляжа, в порно после записи ею голоса для федерального банка.
9 ноября 2023 года партия по итогам голосования не поддержала заявление Пиратского Интернационала о конфликте между Израилем и Палестиной, но как неотъемлемый член Пиратского Интернационала, опубликовала его на своём сайте.
26 декабря 2023 года партия опубликовала заявление с осуждением отказа ЦИК в регистрации Екатерины Дунцовой в качестве кандидата в президенты РФ, а также назвала действующее законодательство о выборах, в том числе Федеральный закон от 10.01.2003 № 19-ФЗ «О выборах Президента Российской Федерации», крайне устаревшим, не учитывающим развития технологий и выступающим репрессивным инструментом для неугодных кандидатов.

#### 2024 год
17 февраля 2024 года партией опубликовано заявление о смерти Алексея Навального:
В тюрьмах не только России, но и по всему миру, также теплятся искры свободы — люди, благодаря своим действиям и убеждениям, признанные опасными для врагов свободы. Но, как сказал Алексей, перефразируя слова, приписываемые Э. Бёрку: «Для торжества зла нужно бездействие добрых людей, поэтому бездействовать не надо». Мы не опустим руки и призываем каждого, и друзей, и противников Алексея, не бездействовать и продолжать борьбу за свою жизнь и свободу, а также помнить врагов свободы поимённо и способствовать воздаянию по делам их.
14 марта 2024 года опубликована принятая Съездом, органом прямого управления ППР, состоящем из всех членов партии, позиция о президентских выборах 2024 года — по итогам голосования 47 % голосов отдано за следующий из девяти вариантов:
Каждый волен самостоятельно делать свой выбор по вопросу участия/неучастия и вопросу одобрения/неодобрения. Мы уважаем выбор каждого, если он сделан самостоятельно и без давления государства, работодателей, других законных и незаконных формирований, если вся информация о кандидате и партии досконально изучена, и выбор делается не на эмоциях.
Несмотря на последовательную поддержку самой идеи электронного голосования мы не можем поддержать текущую его реализацию не только из-за случайно или специально незалатанных в нём технических и репутационных дыр, но и в связи с накруткой через него голосов старыми проверенными мобилизационными методами.
23 марта 2024 года партия осудила теракт в «Крокус Сити Холл».
7 апреля 2024 года опубликован текст о 30-летии домена .ru, проблемах русскоязычного интернета и «неотъемлемых философских постулатах», на которых он основан.
25 августа 2024 года партия в связи с арестом Павла Дурова в Париже опубликовала текст, содержащий отсылки к Марсельезе, и призвала Францию «вспомнить, как и почему она стала Республикой, и прекратить преследование Павла Дурова».
07 сентября 2024 года опубликована позиция партии о выборах 6-8 сентября 2024 года, в которой, в том числе, говорится, что кандидатов партии, а также кандидатов, которых партия могла бы потенциально поддержать, либо которые могли бы попросить об их поддержке, «не допустили до выборов либо устранили иными способами», а также, что партия будет «наблюдать за ходом выборов, в том числе за так называемым дистанционным электронным голосованием, в текущем виде нарушающем базовые принципы избирательного права».
24 сентября 2024 года Штабом партии дан комментарий о возможном прекращении работы онлайн-библиотеки Флибуста, в котором она оценивается как площадка, способствующая распространению знаний и свободному обмену идеями для сохранения и приумножения русской и мировой культуры.

#### 2025 год
31 марта 2025 года партия присоединилась к поддержке Принципов открытого исходного кода ООН.
07 апреля 2025 года Александр Исавнин выступил в Государственной думе РФ на круглом столе «Законодательное регулирование процесса голосования с использованием электронно-технических средств, в том числе электронно-дистанционное голосование», собранном КПРФ, с докладом «Некоторые близкие к техническим проблемы доверия к ДЭГ».
20 июня 2025 года на сайте партии опубликовано заявление Пиратского интернационала об эскалации конфликта на Ближнем Востоке, в котором пираты призывают «все стороны ставить жизнь мирных жителей выше любых политических амбиций».
17 июля 2025 года партия поддержала позицию Пиратской партии Германии о глобальной проблеме защиты создателей мемов от судебного преследования. ППР в том числе заявила: «Наша цель — культура, которая принадлежит людям и авторам, а не так называемым правообладателям».

### Регистрация партии
Пиратская партия России является незарегистрированной политической партией, находящейся в процессе регистрации и оспаривания решений Российской Федерации о её нерегистрации.

#### 2011 год
- 19 февраля в клубе «Все свои» (г. Москва) прошла конференция, на которой был создан организационный комитет по подготовке к учредительному съезду, а немногим позже было направлено соответствующее уведомление в Министерство юстиции Российской Федерации.
- 21 марта сообщение о недопустимости использования в наименовании понятия «пиратство» в связи с тем, что под ним понимается соответствующее преступление — морской разбой[133] и, в этот же день, подан иск в Замоскворецкий суд Москвы[134]
- 24 марта Министерство юстиции Российской Федерации опровергло факт отказа регистрации партии[135].
- 6 июня состоялось слушание по делу в Замоскворецком суде.

По результатам слушаний название «Пиратская партия России» не признано противоречащим законам Российской Федерации, а отказ был объяснён малым количеством информации, предоставленной в Минюст России. 9 июля об этом было объявлено на официальном сайте партии и объявлено о начале регистрации партии под тремя разными названиями — «Без названия», «Пиратская Партия» и «Пираццкая партия». Павел Рассудов в статье «Хакнем законы РФ?» так объяснил появление последнего названия:

<…>Так же вчера был создан новый оргкомитет новой «ПираЦЦкой партии России», падонкоффское название которой в точности соответствует падонкоффским законам нашей страны. В России мы не можем официально создать партию с названием, под которым она существует более чем в 50 странах мира, а вынуждены создавать новые сущности без видимой на то необходимости. Так, что ударим бритвой Оккама по горлу законов РФ<…>

Тогда же на официальном сайте был объявлен конкурс на название партии.

#### 2012 год
- 1 апреля партия провела III съезд, на котором было принято решение регистрировать партию под названием «Пиратская Партия России»[138][139].
- В связи с появлением в ряде СМИ информации, касающейся регистрации ППР как «Пираццкой партии России», 6 апреля партия выступила с официальным опровержением и добилась изменения текстов ряда новостей[140].
- 1 июля 2012 года состоялся IV, учредительный, съезд Пиратской Партии России. На съезде присутствовало 93 делегата из 46 регионов.
- К 9 ноября число членов партии превысило 500 — минимальное число членов, являющееся одним из условий для регистрации партии[141][142].
- 11 декабря 2012 года. Партия собрала необходимые для регистрации документы.

#### 2013 год
- 14 января 2013 года. Министерство юстиции вновь отказало партии в регистрации, ссылаясь на то, что пиратство, согласно Уголовному кодексу, является преступлением[143].

#### 2014 год
- 21 ноября 2014 года. Министерство юстиции в третий раз отказало партии в регистрации, ссылаясь на то, название «Пиратская Партия» противоречит законодательству России. В ответ на это было решено зарегистрировать ППР как общественную организацию с целью дальнейшего преобразования её в политическую партию[144].

#### 2015 год
- Европейский суд по правам человека принял заявку (227/15) Пиратской партии на Министерство юстиции РФ по факту отказа в регистрации партии[145].
- 4—5 июля VIII съезд партии в Москве.

#### 2020 год
- ЕСПЧ коммуницировал жалобу и уведомил государство-ответчика с предложением предоставить письменные замечания[146]. По состоянию на 2025 год замечания Российской Федерацией не предоставлены.

### Участие в выборах
Пиратская партия России последовательно выступает за внедрение и развитие системы прямого, непрерывного, свободного доступа граждан к участию в решении всех общегосударственных и местных вопросов через систему электронного референдума. Представительная демократия, как подмена демократии прямой, могла существовать только до тех пор, пока прямое участие каждого гражданина в принятии решений было невозможным.

#### 2012 год

##### Выборы Президента РФ
В соответствие с решениями II съезда партия провела праймериз кандидата в президенты ПФ от Пиратской партии России на сайте Фонда развития электронной демократии. Планируемое выдвижение кандидата от Пиратской партии не состоялось по «техническим» причинам — в связи с недоработкой юристов собрание было назначено на 17 декабря, но последней датой по закону являлось 15 число.

##### Выборы мэра в Калининграде
14 октября 2012 года член Пиратской партии России Дмитрий Евсюткин участвовал в выборах мэра города Калининград. По результатам голосования Евсюткин набрал 2,17 % голосов избирателей.

##### Выборы в Законодательное собрание Краснодарского края
На выборы в Законодательное собрание Краснодарского края по Кругликовскому одномандатному избирательному округу № 4 выдвигался Сергей Бурцев — журналист и общественный деятель, блоггер-тысячник, один из медийных лидеров Краснодарского края.

##### Выборы в городскую Думу в Челябинске
В дополнительных выборах в городскую Думу Челябинска по Центральному одномандатному избирательному округу № 35 баллотировался Роман Локтев, председатель Челябинского отделения Пиратской партии России.

#### 2019 год

##### Выборы губернатора Санкт-Петербурга
3 июня 2019 года член Пиратской партии России Павел Рассудов выдвинул свою кандидатура на пост губернатора Санкт-Петербурга. В основе своей программы Павел Рассудов отметил 11 пунктов, в том числе: отменить муниципальный фильтр на выборах губернатора, принять закон об интернет-голосовании и электронном сборе подписей за выдвижение кандидатов, а также упростить процедуры местных референдумов. Петербург по плану Павла Рассудова должен превратится в цифровой оффшор. В городе должна быть создана офшорная зона по интеллектуальным правам, а для IT-стартапов — особая экономическая зона.

##### Выборы в муниципальное собрание города Ефремов Тульской области
На выборах в муниципальное собрание города Ефремов Тульской области выдвинуты Ольга Подольская по округу № 3 и Сергей Сальников по Округу № 2. Ольга Подольская в своей программе выступала за улучшение экологической обстановки города Ефремов, оптимизации расходов местного бюджета на зарплаты руководства, улучшение качества обслуживания жителей в области культуры, досуга, здравоохранения и ЖКХ. Сергей Сальников в своей программе выступил за защиту прав и свобод граждан при действии или бездействии органов государственной власти и местного самоуправления и оптимизация структуры органов местного самоуправления.

#### 2020 год

##### Выборы в Совет депутатов Новосибирска
Пуховский Илья Владимирович, Член Федерального штаба Пиратской партии, выдвигался в Совет депутатов Новосибирска как независимый кандидат в составе Коалиции «Новосибирск 2020» по округу № 33.

##### Выборы в Костромскую городскую Думу
Субботин Александр Владимирович, бывший Член Федерального штаба Пиратской партии, заместитель председателя костромского «Яблока», выдвигался в Костромскую городскую Думу от РОДП «Яблоко» по округу № 14.

#### 2021 год
Кандидатам от Пиратской партии России отказано участвовать в голосовании в качестве кандидатов.
Александр Исавнин, делегат партии для наблюдения за дистанционным электронным голосованием, выявил недостаточное обеспечение тайны голосования в ДЭГ:

В Российских системах Дистанционного Электронного голосования допущена организационная ошибка при постановке задания, позволяющая при использовании побочного канала сбора данных о пользователях (на уровне логов вебсервера) организатору голосования нарушить тайну голосования. Разработчики специально обходят тему наличия и необходимости ликвидации такой уязвимости.

#### 2022 год

##### Выборы в Совет депутатов муниципального округа Коньково
Александр Исавнин, член Федерального Штаба Пиратской партии России, член правления Пиратского Интернационала, выступил кандидатом на выборах в Совет депутатов муниципального округа Коньково.

##### Выборы депутатов муниципалитета города Ярославля
Максим Константинов, помощник депутата Ярославской областной Думы, выступил кандидатом в депутаты муниципалитета города Ярославля по избирательному округу № 1.

##### Поддержка кандидатов Земского Съезда
Пиратской партией России были поддержаны кандидаты Земского съезда, участвующие в муниципальных выборах в Москве, Санкт-Петербурге, Московской, Псковской, Иркутской, Кировской, Новгородской, Ростовской, Тверской, Тюменской, Челябинской, Ярославской, Архангельской, Воронежской областях, Краснодарском крае и Удмуртской Республике.

#### 2023 год
Кандидатам от Пиратской партии России отказано участвовать в голосовании в качестве кандидатов на выборах депутатов Совета депутатов городского округа Красногорск Московской области и выборах депутатов Волгоградской гордумы.
Александр Исавнин не был допущен к наблюдению в территориальной избирательной комиссии для проведения дистанционного электронного голосования в день начала голосования. Александр Федоткин выступил наблюдателем с правом решающего голоса на 367 участке в городе Долгопрудном Московской области.

### Проекты партии

#### Противостояние цензуре в Рунете (РосКомСвобода/ RuBlackList.Net)
1 ноября 2012 года на пресс-конференции в Независимом пресс-центре Пиратская партия России заявила о запуске проекта РосКомСвобода, который будет оповещать граждан о заблокированных ресурсах и помогать обходить цензуру в российском сегменте интернета. Дата пресс-конференции была приурочена к вступлению в действие 139-ФЗ от 28 июля 2012 года, который позволяет блокировать сайты с нежелательным для детей содержимым. Пиратов возмущает блокировка сайтов для всех жителей страны, а не только для детей, потенциальная опасность политической цензуры, необоснованность блокировок многих ресурсов, а также они указывают на неэффективность данного закона.

#### ППР иWikileaks(RuLeaks.net)
Пиратская Партия России, входя в Пиратский Интернационал, помогает проекту Wikileaks поиском и размещением информации. 6 декабря стало известно, что российская «Пиратская партия» создала сайт-«зеркало» WikiLeaks в доменной зоне .рф
В декабре 2010 года активисты Пиратской партии России при поддержке европейских пиратов запустили проект «Ruleaks.net (Русский Wikileaks)».
Позже на этом ресурсе были опубликованы фотографии горнолыжного курорта на горе Фишт и досье КГБ и КНБ Казахстана. Также проект Ruleaks.net занимается публикацией переводов материалов Wikileaks.
В сентябре 2011 года на сайте был опубликован законопроект за авторством Лиги безопасного интернета, который позже был принят как Федеральный закон № 139-ФЗ от 28 июля 2012 года «О внесении изменений в Федеральный закон „О защите детей от информации, причиняющей вред их здоровью и развитию“ и отдельные законодательные акты Российской Федерации». «Лига безопасного интернета» подтвердила утечку документа в сеть. В итоге данный законопроект оказался на рассмотрении в Государственной Думе Российской Федерации на 9 месяцев позже запланированного в сильно переработанном виде.
По состоянию на 28.08.2018 на сайте Ruleaks.net размещён интернет-магазин «Служба доставки лекарств „Евро-лекарства“».
По состоянию на 2.02.2019 сайт Ruleaks.net Архивная копия от 17 августа 2020 на Wayback Machine недоступен обычному пользователю сети Интернет без VPN или прокси.

#### CryptoInstallFest и Internet Freedom Conference
Практическая конференция, во время которой IT-специалисты, специалисты по информационной безопасности, юристы и правозащитники из России, Белоруссии, Германии, Канады, США обсуждают государственное регулирование интернета и общественные кампании за свободу в сети. Конференция проходила ежегодно с 2014 по 2018 год.
- на CryptoInstallFest-2014 выступили Станислав Козловский (Викимедиа РУ), Руна Сандвик (Tor Project), Сергей Матвеев, Алекс Форк, Иван Донин, Иван Вохмин и другие.
- на CryptoInstallFest-2015 выступили Андрей Солдатов, Дмитрий Гудков, Сергей Матвеев, Иван Тихонов, Ярослав Логвинов, антон Меркуров, Иван Шаповалов, Дмитрий Московский, Веселин Пенев.
- на CryptoInstallFest-2016 выступили Саркис Дарбинян, Андрей Солдатов, Дмитрий Мариничев, Филипп Гребенщиков, Вартан Хачатуров, Александр Шишенко, Силван Гебхардт, Леонид Волков, Сергей Матвеев.
- на CryptoInstallFest-2017 выступили Александр Исавнин, Эмилия Слабунова, Саркис Дарбинян, Ирина Левова, Михаил Климарёв, Михаил Шляпников, Денис Солдатов, Силван Гебхардт, Леонид Евдокимов.
- на CryptoInstallFest-2018 выступили Артём Козлюк, Дмитрий Витальев, Леонид Евдокимов, Дмитрий Галушко, 4ёрт, Александр Грошев, Фил Кулин, Грегори Энгельс, Александр Исавнин, Иван Бегтин, Глеб Шуклин, Сергей Матвеев, wldhx, Саркис Дарбинян, Николай Птицын, Михаил Климарёв, Евгений Гусев, Сергей Воронкевич, Антон Ершов, Дмитрий Витальев, Владимир Симакин, Дима Акатер.

Правопреемником конференции стала Internet Freedom Conference, проведённая в 2019 году и замороженная в связи с последующими событиями.
- 7 декабря 2019 года Пиратская партия России совместно с Обществом защиты интернета организовала Internet Freedom Conference — расширенную версию CryptoInstallFest. Спикерами конференции стали Сергей Бойко, Антон Ершов, Леонид Волков, Алексей Навальный, Михаил Светов, Александр Плющев, Михаил Климарёв, Маркета Грегорова, Виктор Толстогузов, Екатерина Зворыкина, Евгений Федин, Дмитрий Анисимов, Леонид Евдокимов, Филипп Кулин, Владимир Серов, Сергей Матвеев, wldhx, Самат Галимов, Алексей Мориарти, Катя Ульянова.

#### Партийные СМИ и площадки для общения
Пиратская партия имела свой портал PirateMedia, который содержал новости и аналитические материалы, по состоянию на 2024 год портал приостановил работу.
Открыт официальный раздел на форуме крупнейшего торрент-трекера RuTracker.org.

### Петиции на интернет-ресурсе «Российская общественная инициатива»
- Инициатива, призывающая отменить Федеральный закон № 187-ФЗ 2013 года, также известный как «антипиратский закон»

Инициатива № 50Ф4494 была подготовлена совместно организациями «Роскомсвобода», «Ассоциация пользователей интернета» и «Пиратская партия России».
Инициатива критиковала закон как непродуманный, не достигающий цели борьбы с нарушениями авторского права и открывающий возможности для злоупотреблений.
Голосование завершено 9 августа 2013 года. Инициатива набрала 100057 голосов «за» и 346 голосов «против».
Экспертная группа рассмотрела инициативу 14 октября 2013 года и отклонила её, заявив, что закон «доказал свою эффективность» и получил «положительные отзывы со стороны многих правообладателей»; экспертная группа рекомендовала продолжить обсуждение поправок к закону, в том числе в отношении разблокировки заблокированных интернет-ресурсов, а также увеличить финансирование Роскомнадзора — федерального органа, отвечающего за его выполнение.
- Инициатива об отмене "Закона Яровой

Инициатива № 36Ф28432 требовала отменить так называемый «закон Яровой» — принятый в июле 2016 года «антитеррористический пакет» законов, обязывающий операторов связи и «организаторов распространения информации» в течение длительных сроков времени хранить переданную информацию, сведения о переданных данных и помогать ФСБ «расшифровать весь трафик». Авторы инициативы отмечали, что закон требует огромных вложений, а также ущемляет права человека.
Голосование завершено 14 августа 2016 года. Инициатива набрала 100098 голосов «за» и 1439 голосов "против.
Экспертная группа отклонила петицию, посчитав, что закон полностью соответствует Конституции Российской Федерации, а его исполнение «не приведёт к сверхзатратам со стороны операторов и сокращению налоговых поступлений в бюджет». Тем не менее, эксперты рекомендовали провести дополнительные консультации с профильными ведомствами и операторами связи.

### Митинги, акции протеста
- 7 ноября 2010 года — митинг против «налога на болванки» в Москве[163].
- 16 апреля 2011 года активисты Пиратской партии решили примкнуть к проводимой ПАРНАСом акции протеста, однако встретили противодействие с их стороны. После этого руководство Пиратской партии приняло решение прервать все связи с ПАРНАС[164].
- 7 ноября 2011 года — интернет-митинг «За прямую демократию!»[165]
- 10 декабря 2011 года партия участвовала в митинге против фальсификации результатов выборов в Государственную думу на Болотной площади[166].
- 24 декабря 2011 года участие партии в митинге «За честные выборы» на проспекте Сахарова, активисты раздавали листовки[167][168].
- 18 января 2012 года активисты партии провели одиночные пикеты перед посольством США в Москве против законопроектов SOPA и PIPA. Также на сутки в знак протеста был отключён сайт партии[169][170].
- 14 июля 2012 года участие патии в митинге в защиту свободы информации[26].
- 14 сентября 2012 года представительница партии Маргарита Башилова установила четыре пластиковые фигуры пиратов у стен Калининградской областной Думы, выразилв своё отношение к решению комитета по законодательству Облдумы, проголосовавшего за отмену положения о публикации законов на официальных сайтах правительства и Думы. Маргарита была задержана. В протоколе фигурировала ст. 20.2 ч. 1 — «организация несанкционированного пикета». Полицейский процитировал закон: пикет — это массовый сбор граждан. На вопрос, с каких пор пластмассовые фигуры, пусть и очень реалистичные, стали гражданами, он не ответил[171].
- 15 сентября 2012 года в Новопушкинском сквере Москвы пираты провели митинг в связи с Днём свободы программного обеспечения, предваряющий «Марш миллионов»[172]. По итогам митинга была составлена резолюция «Свободу программному обеспечению!» и направлена президенту, премьер-министру, председателю Государственной Думы и Министру связи РФ[173].
- 6 октября 2012 года пираты планировали принять участие в митинге против цензуры в интернете[174]. Правительство Москвы отказало в проведении митинга, в связи с чем московские пираты приняли участие в дискуссии о цензуре в интернете в галерее Марата Гельмана в Винзаводе. Пираты приняли участие в пикетах в Хабаровске и Калининграде[175].
- 17 ноября 2012 года пираты приняли участие в митинге под девизом «За Луркморье, за свободу, за вами уже выехали!» в связи с блокировкой энциклопедии интернет-мемов Луркморье, электронной библиотеки Либрусек, ресурса EVE-online, на котором были опубликованы советы для любителей компьютерных игр, о том, как употреблять игровые «наркотики»[176]. Лидер пиратов Павел Рассудов призвал депутата ГД РФ Елену Мизулину включить в экспертный совет по закону «О чёрных списках» представителей Пиратской партии России для того, чтобы было услышано «мнение самих пользователей глобальной сети».
- 28 июля 2013 года в городах России состоялись митинги и пикеты против «антипиратского» закона под лозунгом «За свободный интернет», пираты приняли в них активное участие[177].
- 1 августа 2013 года Пиратская партия России в день вступления в силу «антипиратского» закона приняла участие в интернет-забастовке, поставив чёрную заглушку на свой сайт с текстом-пояснением, чтобы наглядно показать, каким может быть интернет в России в скором будущем[178].
- 8 февраля 2014 года пираты приняли участие в митинге против ограничений интернет-торговли. Партия предложила включить в резолюцию митинга требование отставки министра связи Николая Никифорова и его заместителей за пособничество антинародной политике[179].
- В июле 2017 года члены партии выступили организаторами и приняли участие в марше и митингах «За свободный интернет»[180][181].
- 30 апреля 2018 года партия совместно с Либертарианской партией России и Российским обществом свободного интернета выступила соорганизатором митинга на проспекте Сахарова в Москве в защиту Telegram[182]. Члены партии приняли участие в акциях в других городах.
- 13 мая 2018 года партия совместно с партиями ПАРНАС, Гражданская инициатива, Яблоко, 5 декабря, Демвыбор, а также движением Открытая Россия, выступила соорганизатором митинга «За свободный интернет» на проспекте Сахарова в Москве[183]. Члены партии приняли участие в акциях в других городах.
- 10 марта 2019 года участие в митинге на Сахарова в защиту интернета
- 1 мая 2020 года партия провела первомайский электронный митинг в приложении 2ГИС[184].
- 21 апреля 2021 года члены партии участвовали в протестах в поддержку Алексея Навального[185].

## Идеология
В своей деятельности Партия руководствуется принципами добровольности, равноправия, самоуправления, прямой электронной демократии, законности и гласности, открытости данных, идеологического нейтралитета (метаполитичности), научности и рациональности.
Деятельность партии не нарушает права и свободы человека и гражданина, а также других обладающих разумом или предразумных видов, являющихся частью Человечества в широком смысле, гарантированные Всеобщей декларацией прав человека, Конституцией Российской Федерации и иными соответствующими изданными или ещё не изданными документами.

### Программа партии
21 ноября 2010 года на сайте партии был опубликован проект программы партии.
К IV, учредительному, съезду Партии подготовлены предложения в программу:
- доктором исторических наук, главным научным сотрудником Института всеобщей истории РАН Александром Шубиным подготовлен проект программы, основанный на принципах информационной открытости и экономического прогресса[186]
- членом партии Player1 подготовлены предложения по копирайту[187].
- сооснователь Роскомсвободы Артём Козлюк предложил положения о государственном устройстве и участии граждан в политической жизни страны[188].
- Лео Денисов aka Денисов Леонид Владиславович, один из пионеров телекома в России, подготовил предложения по развитию IT-бизнеса в РФ[189].

1 июля 2012 года на IV съезде в гостинице Измайлово была принята программа «для минюста» в стихах. Автором программы стал поэт и журналист Александр Дельфинов.
На IX Съезде в мае 2016 года Пиратская партия России первой из российских политических партий и движений программно закрепила поддержку безусловного основного дохода, криптовалют, развития информационно-производственных-мощностей, 3D-печати и работотехники, микропромышленности.
В Программу Партии вносятся изменения на основании решения Федерального Съезда Партии, принятого открытым голосованием большинством голосов.
Последняя редакция Программы партии датируется 28 мая 2017 года и содержит следующие разделы:

#### Цели и задачи
1. Свободный информационный обмен
Свободный некоммерческий обмен информацией в любом виде, в любой среде, на любом носителе. Преследование его участников недопустимо. Законы об авторских правах и другие законы не должны быть поводом для наказания участников некоммерческого обмена информацией, ограничения права автора выбирать, с каким издателем сотрудничать, или цензуры.
2. Реформа авторских прав в соответствии с интересами авторов и общества, а не издателей
Система авторских прав должна поощрять и вознаграждать авторов, уважая и соблюдая права других граждан.
Российское законодательство должно уважать международно признанные свободные лицензии, такие как лицензии Creative Commons, GNU GPL/GFDL, лицензия BSD и другие, и способствовать их исполнению в полном объёме.
3. Реформа патентной системы
Патенты должны служить поощрению и вознаграждению изобретателей, а не быть искусственной помехой свободной конкуренции. В отраслях, где это невозможно, патенты должны быть отменены.
4. Государство цифровой эры
- Ориентация государственных органов на свободные и открытые технологии

Граждане имеют право общаться с государством, используя открытые стандарты, сетевые протоколы, открытые форматы файлов и пользуясь полностью свободными компьютерными программами.
Все результаты интеллектуальной деятельности органов власти, включая законы, нормативные акты и стандарты, должны иметь статус общественного достояния и быть доступны для бесплатного ознакомления и копирования.
- Прямая электронная демократия

Каждый из граждан имеет право поставить вопрос на повестку дня и голосовать по всем вопросам, благо технологии уже достигли того уровня, чтобы иметь возможность так сделать.
- Неприкосновенность частной жизни

Органы власти должны требовать от гражданина только ту информацию, которая необходима для исполнения их обязанностей. Требования должны быть обоснованы и могут быть обжалованы в суде.
Сбор информации о гражданине допустим лишь по решению суда и только в отношении лиц, которые обоснованно подозреваются в совершении преступлений.
- Открытое государство
- Электронное государство
- Отказ от бумажных средств идентификации и аутентификации
- Свобода и открытость любой государственной информации, исключая информацию, содержащую персональные данные

5. Свобода слова
6. Экономика цифровой эры
- Большие данные
- Автоматизация организаций и квазиорганизаций
- Безусловный основной доход
- Развитие криптовалют
- Микропромышленность

7. Здравоохранение цифровой эры
- Отмена монополии владельцев патентов на производство медицинского оборудования (в том числе импортного), комплектующих к нему, медицинских препаратов
- Роботизация и телемедицина
- Персонализированная медицина и превентивная медицина
- Электронные медицинские карты и базы данных

8. Быстрый и доступный интернет
9. Экология цифровой эры
- Демократизация энергетического комплекса
- Свободное и ответственное сельское хозяйство

## Организационная структура
Согласно Уставу Пиратская партия России имеет следующую организационную структуру:
- Высшим руководящим органом Партии является Федеральный Съезд Партии — Федеральный Съезд осуществляется непрерывно, в онлайн-режиме, в Федеральном Съезде принимает участие каждый член партии. Любой член Партии может выставить своё предложение на обсуждение Съезду. Любой Член Партии может принимать участие в обсуждении предложений.
- Общее политическое руководство деятельностью Партии осуществляет постоянно действующий руководящий орган Партии — Федеральный Штаб Партии — количество членов Федерального Штаба Партии составляет не менее пяти и не более девяти человек, количество членов должно быть нечётным. Члены Федерального Штаба Партии избираются на Федеральном Съезде Партии из числа Членов Партии тайным голосованием большинством голосов. Срок полномочий Членов Федерального Штаба Партии не ограничен.
- Руководство деятельностью Федерального Штаба Партии осуществляет Председатель Партии, а в его отсутствие — один из его заместителей по его письменному поручению. Срок полномочий Председателя Партии не ограничен. Заседания Федерального Штаба Партии осуществляются непрерывно, в онлайн-режиме.
- Контрольно-ревизионным органом Партии является Контрольно-ревизионная Комиссия Партии — количество членов Контрольно-ревизионной Комиссии Партии составляет не менее трёх и не более девяти человек. Количество членов Контрольно-ревизионной Комиссии Партии должно быть нечётным. Члены Контрольно-ревизионной Комиссии Партии избираются на Федеральном Съезде Партии из числа Членов Партии тайным голосованием большинством голосов. Срок полномочий Контрольно-ревизионной Комиссии Партии не ограничен.
- Руководство деятельностью Контрольно-ревизионной Комиссии Партии осуществляет Председатель Контрольно-ревизионной Комиссии Партии, а в его отсутствие — один из его заместителей по его письменному поручению. Срок полномочий Председателя Контрольно-ревизионной Комиссии Партии не ограничен. Заседания Контрольно-ревизионной Комиссии Партии осуществляются непрерывно, в онлайн-режиме. Решения Контрольно-ревизионной Комиссии Партии принимаются большинством голосов. Контрольно-ревизионная Комиссия Партии подотчётна Федеральному Съезду Партии.
- Консультативно-совещательным органом партии является Совет Партии — Членами совета Партии являются по должности Члены Федерального Штаба Партии, Председатель Федерального Штаба Партии, председатели штабов всех региональных отделений и иных структурных подразделений Партии. Заседания совета Партии созываются Председателем Федерального Штаба Партии не реже одного раза в квартал и осуществляются непрерывно, в онлайн-режиме.

Партия состоит из Региональных отделений и Иных структурных подразделений:
- Региональное отделение создаётся и действует в пределах территории субъекта Российской Федерации. На территории субъекта Российской Федерации может быть создано только одно региональное отделение. Подлежит государственной регистрации.
- Иное структурное подразделение Партии создаётся и действует в пределах определённой Федеральным Съездом Партии территории (в том числе федеральные округа, населённые пункты, территории за пределами Российской Федерации, особые территории, находящиеся в юрисдикции Российской Федерации). На определённой территории может быть создано только одно иное структурное подразделение. Не подлежит государственной регистрации.

Региональные отделения и иные структурные подразделения Партии используют наименование Партии с указанием своей территориальной принадлежности:
«Отделение Пиратской партии России в … (наименование региона)»;
«Отделение Пиратской партии России в (наименование населённого пункта) … … (наименование региона)»;
«Отделение Пиратской партии России в (наименование образований (государств и т. п.) и (или) их частей)» и тому подобное.
До официальной регистрации Пиратской партии России как политической партии действует Понятийный Устав. Согласно ему Пиратская партия России имеет следующую организационную структуру:
- Съезд
- Штаб Партии
- Председатель Штаба Партии
- Ревизионная комиссия
- Региональные отделения

### Председатели
До коллективного управления (2009—2013 годы):
- Шакиров Станислав Игоревич — 2009—2011 годы
- Рассудов Павел Юрьевич — 2011—2013 годы

При коллективном управлении (2013 — настоящее время):
- Шакиров Станислав Игоревич — и. о. председателя, 2013—2014 годы
- Карелин Виталий Александрович — председатель Штаба, 2014—2017 годы / Ершов Антон — председатель Партии — 2014—2017 годы
- Ершов Антон Алексеевич — председатель Штаба — 2017-настоящее время

## Членство

### Приём в Партию
Членство в Партии является добровольным и индивидуальным. Членами Партии могут быть граждане Российской Федерации, достигшие возраста 18 лет. Не вправе быть членами политической партии иностранные граждане и лица без гражданства, а также граждане Российской Федерации, признанные судом недееспособными. Член Партии не может быть членом других политических партий. Член Партии может состоять только в одном региональном отделении Партии или ином структурном подразделении — по месту постоянного или преимущественного проживания. Членом Партии является лицо заполнившее онлайн форму-заявку в Члены Партии, прошедшее верификацию и включённое в список Членов Партии. Решение о принятии лица в Члены Партии либо решение об отказе в приёме в члены Партии принимается Федеральным Штабом Партии в течение недели с момента поступления электронного заявления.
Сторонником Партии является лицо, заполнившее онлайн форму-заявку в Члены Партии и разделяющее цели и задачи Партии. Сторонником партии может быть любой человек, любого возраста, гражданства и так далее.

### Прекращение членства и исключение из Партии
Прекращение членства в Партии автоматически наступает в случаях:
- смерти гражданина;
- утраты членом Партии гражданства Российской Федерации;
- признания члена Партии недееспособным по решению суда;
- в случае если член Партии вступил в другую политическую партию.

Член Партии может быть исключён из Партии за несоблюдение Устава Партии, программных документов, решений руководящих органов Партии и её структурных подразделений, за действия, дискредитирующие Партию или иные действия (бездействие), наносящие ущерб политическим интересам Партии — по решению руководящих органов Партии.

##### Исключённые члены Партии
- Илья Варламов[194]
- Сергей Каленик[194]

## Символика

### Эмблема (логотип)
Эмблема (логотип) Партии представляет собой композицию, состоящую из двух частей, расположенных в белом (#ffffff) контуре:
— международного символа Пиратского движения в виде стилизованного чёрного (#000000) флага на чёрной (#000000) мачте на белом (#ffffff) фоне, вписанного в чёрный (#000000) круг;
— расположенной справа от международного символа пиратского движения надписью на русском языке «ПИРАТСКАЯ», слово «ПИРАТСКАЯ» написано белым (#ffffff) цветом на чёрном (#000000) фоне, слово «ПАРТИЯ» написано белым (#ffffff) цветом на оранжевом (#db5f24) фоне.
В качестве эмблемы (логотипа) Партии может использоваться отдельно международный символ Пиратского движения, в том числе стилизованный под соответствующую тематику мероприятия, территории и т. п., а также эмблемы и символы, ассоциирующиеся с пиратским движением, за исключением эмблем и иных символов существующих в РФ политических партий и других общественных объединений, эмблем и иных символов организаций, деятельность которых на территории РФ запрещена, символики, оскорбляющей или порочащей Государственный флаг РФ, Государственный герб РФ, Государственный гимн РФ, флаги, гербы, гимны субъектов РФ, муниципальных образований, иностранных государств, территорий иных образований и (или) их частей в соответствии с действующим законодательством данных территорий и (или) их частей, религиозные символы, а также символов, оскорбляющих расовые, национальные, религиозные чувства с учётом принципов научного подхода, рациональности и общественной значимости.

### Флаг
Флаг Партии представляет собой прямоугольное полотнище чёрного (#000000) цвета. В центре флага располагается международный символ Пиратского движения в виде стилизованного белого (#ffffff) флага на белой (#ffffff) мачте на чёрном (#000000) фоне. Вверху флага расположена надпись белыми (#ffffff) буквами «ПИРАТСКАЯ ПАРТИЯ РОССИИ», внизу флага расположена надпись белыми (#ffffff) буквами «www.pirate-party.ru».
В качестве флага Партии может использоваться флаг, содержащий отдельные элементы флага Партии, в том числе стилизованный под соответствующую тематику мероприятия, территории и т. п., а также содержащий эмблемы, символы и цвета, ассоциирующиеся с пиратским движением, за исключением эмблем и иных символов существующих в РФ политических партий и других общественных объединений, эмблем и иных символов организаций, деятельность которых на территории РФ, а также на территории иных образований и (или) их частей в соответствии с действующим законодательством данных территорий и (или) их частей, запрещена, символики, оскорбляющей или порочащей Государственный флаг РФ, Государственный герб РФ, Государственный гимн РФ, флаги, гербы, гимны субъектов РФ, муниципальных образований, иностранных государств, территорий иных образований и (или) их частей в соответствии с действующим законодательством данных территорий и (или) их частей, религиозные символы, а также символов, оскорбляющих расовые, национальные, религиозные чувства с учётом принципов научного подхода, рациональности и общественной значимости.

### Официальные цвета
Официальными цветами Партии являются:
- Чёрный (Black, #000000)
- Оранжевый (Vivid Red Tangelo[195], #db5f24)
- Барвинок (PANTONE 17-3938[196], #6667AB)

### Девиз
Девизами Партии являются:
- «Будьте счастливы! Копируйте всё!»
- «Качай права!»

## Взаимоотношения с другими партиями и движениями
Пиратская партия России, руководствуясь принципом метаполитичности, сотрудничает с различными политическими партиями и движениями. С КПРФ и РОДП «Яблоко» партией подписаны официальные документы о сотрудничестве.

### Коммунистическая партия Российской Федерации
14 августа 2013 года председатель Пиратской партии России Павел Рассудов и Первый заместитель Председателя ЦК КПРФ Иван Мельников подписали совместное заявление по так называемому «антипиратскому» закону и договорились о сотрудничестве по вопросам защиты интересов пользователей Интернета. Партии договорились:
1. О содействии фракции КПРФ в рассмотрении Петиции об отмене «антипиратского» закона Государственной Думой в связи с тем, что данный документ преодолел планку в 100000 подписей и является общественной законодательной инициативой.
2. О создании Рабочей группы из представителей двух сторон для координации действий по защите интересов пользователей интернета.
3. О взаимодействии и взаимной поддержке в сети интернет по вопросам, представляющим взаимный интерес.

### Российская объединённая демократическая партия «Яблоко»
15 сентября 2016 года председатель Пиратской партии России Александр Карелин и председатель РОДП «Яблоко» Эмилия Слабунова подписали соглашение о сотрудничестве с целью объединения усилий в совместной защите прав, свобод и интересов граждан, укрепления институтов гражданского общества, свободы слова и информации, реформирования и усовершенствования правовой системы в Российской Федерации в области обмена информацией. Соглашение включает в себя следующие пункты:
1. Российская объединённая демократическая партия «Яблоко» и Пиратская партия России обязуются совместно осуществлять деятельность по информированию общества о государственной политике в области Интернета, продвигать идеи свободы информации, содействовать защите прав граждан на свободу поиска, получения и распространения информации, свободу слова, неприкосновенность частной жизни, тайну переписки, телефонных и иных переговоров, почтовых, телеграфных, Интернет и иных сообщений.
2. Пиратская партия России будет оказывать содействие Российской объединённой демократической партии «Яблоко» в разработке и экспертном сопровождении законодательных инициатив различного уровня.
3. Российская объединённая демократическая партия «Яблоко» будет учитывать предложения Пиратской партии России при выдвижении кандидатов на выборах органов местного самоуправления и органов законодательной (представительной) власти субъектов Российской Федерации.
4. Российская объединённая демократическая партия «Яблоко» и Пиратская партия России будут осуществлять взаимодействие и взаимную информационную и иную посильную поддержку по вопросам, представляющим взаимный интерес.

### Коалиция за устойчивое развитие страны
В 2020 году Пиратская партия России присоединилась к Коалиции за устойчивое развитие страны, представители партии приняли участие в подготовке Гражданского обзора реализации целей устойчивого развития в России «2020-2030: Десятилетие действий для ЦУР в России».

## Пиратская партия России и Пиратский интернационал
Пиратская партия России является членом-учредителем Пиратского Интернационала.

#### Участие представителей Пиратской партии России в руководящих и контрольных органах Пиратского Интернационала
Борда (Совет):
- Лола Воронина (Chief Administrative Officer 2011/2012, сопредседатель 2012/2013)
- Азат Габрахманов (член 2013/2014)
- Николай Воронов (альтернативный член 2015/2016, 2016/2017, член 2017/2018)
- Александр Исавнин (член 2022/2024, 2025/2027, Генеральный секретарь 2024, 2025)

Аудиторы:
- Василий Харламов (2020/2021)
- Николай Воронов (2023/2024)

Арбитраж:
- Николай Воронов (2025/2026)

#### Участие представителей Пиратской партии России в мероприятиях, связанных с Пиратским интернационалом
- организация и проведение 4 международной пиратской конференции в Казани, Россия (2013)[37]
- участие в Форуме ООН по управлению интернетом (Internet Governance Forum) в Катовице, Польша (Александр Исавнин, 2021)[203]
- участие в Форуме ООН по управлению интернетом в Киото, Япония (Александр Исавнин, 2023)[204]
- участие в Форуме ООН по управлению интернетом в Эр-Рияде, Саудовская Аравия (Александр Исавнин, 2024)[205]
- участие в Форуме ООН по управлению интернетом в Осло, Норвегия (Александр Исавнин, 2025)[206]